# Lindenbergia fruticosa
Lindenbergia fruticosa är en snyltrotsväxtart som beskrevs av George Bentham. Lindenbergia fruticosa ingår i släktet Lindenbergia och familjen snyltrotsväxter. Inga underarter finns listade i Catalogue of Life.